# Meldola
Meldola là một đô thị (comune) ở tỉnh Forlì-Cesena, vùng Emilia-Romagna của Ý. Đô thị Meldola có diện tích 78 km², dân số thời điểm 31 tháng 5 năm 2005 là 9693 người.